# Конопля для победы
«Конопля для победы» (англ. Hemp for Victory, USDA, 1942) — 14-минутный документальный фильм, пропагандирующий выращивание конопли посевной. Был выпущен в США в ходе кампании по восстановлению коноплеводства, фактически уничтоженного в 1937 году введением «налога на марихуану».
Фильм долгое время считался утерянным, но в 1990 году была получена копия фильма.

## Описание
Название фильма стало основным слоганом кампании, включавшей в себя также налоговые льготы, реализацию коноплеуборочной техники по льготным ценам и освобождение коноплеводов и их детей от военной обязанности. По словам Джека Херера, фильм демонстрировался фермерам в обязательном порядке: они должны были расписаться о просмотре и получить брошюру по выращиванию конопли.
Культивация конопли представлена в фильме как занятие, имеющее исключительно древнюю историю и сыгравшее огромную роль в развитии человечества; упадок коноплеводства в Америке объяснялся импортом дешевого джута, сизаля и абаки, источники которых стали недоступными вследствие военных действий. Перед фермерами ставится задача: довести посевные площади конопли в 1943 году до 50 000 акров; далее в зримой форме демонстрируется опыт по посеву, уходу и обработке конопли, накопленный фермерами штатов Кентукки и Висконсин. Фильм ни разу не упоминает о психотропных свойствах растения, однако напоминает о необходимости получения государственной лицензии на выращивание. Слово марихуана не произносится ни разу, однако показывается лицензия для выращивания конопли на которой написано: «Производитель марихуаны»

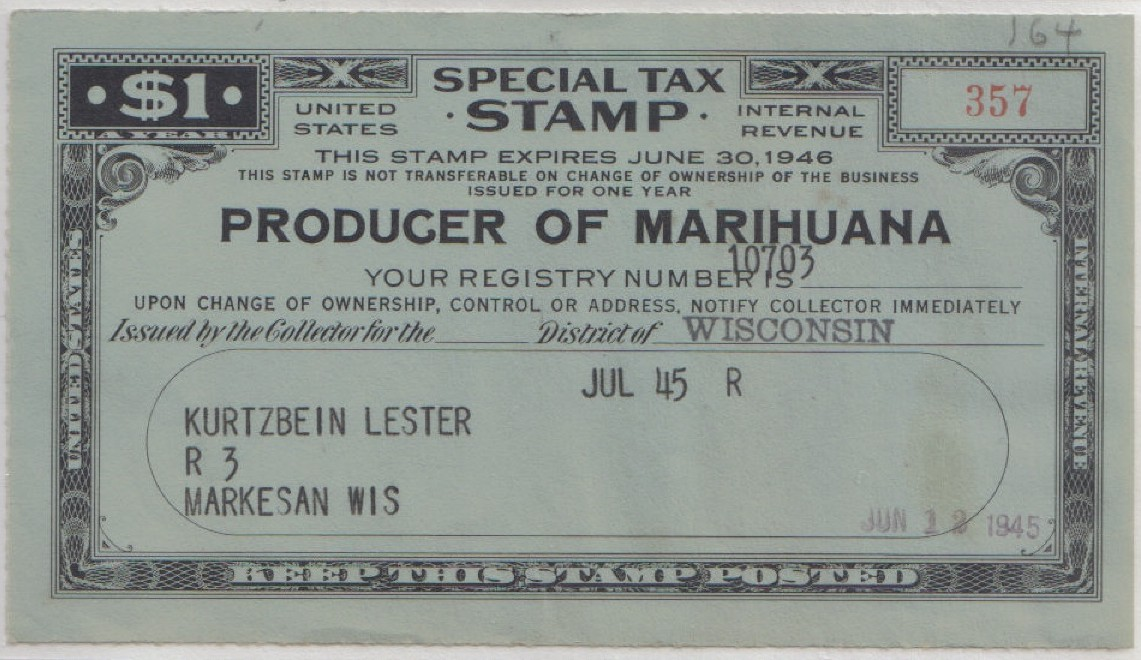
Лицензия на выращивание конопли
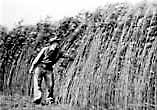
Конопляная ферма